# 曼特農夫人
曼特農夫人，弗朗索瓦絲·多比涅 (法語：Françoise d’Aubigné, Marquise de Maintenon，1635年11月27日—1719年4月15日) ，是路易十四的第二任妻子（比路易十四大3岁）。原名弗朗索瓦丝·奥比涅。生于法国的尼奥尔。

## 生平

### 童年时期
弗朗索瓦丝·多比涅（Françoise d'Aubigné）是康斯坦·多比涅（Constant d'Aubigné）和他的第二任妻子让娜·德·卡迪亚克（Jeanne de Cardilhac）的女儿，康斯坦·多比涅本人是著名新教诗人、亨利四世的朋友阿格里帕·多比涅的儿子。康斯坦·多比涅在1618年放弃了他的新教信仰后，于1619年谋杀了他的第一任妻子和情人，然后迅速花掉了第二任妻子的嫁妆，并被怀疑与他有商业关系的英国人有情报往来。因此，他被关押在几个监狱，包括波尔多、特龙佩特城堡和尼奥尔监狱。弗朗索瓦丝于1635年11月27日出生于尼奥尔皇家监狱（在尼奥尔圣母院教区受洗）的桥街（rue du Pont），她的父亲因债务而被监禁（让娜·德·卡迪亚克太年轻，身无分文，与丈夫共用一间牢房），出生地尚不确定。
当她的父亲从尼奥尔监狱获释后，年轻的弗朗索瓦丝在尼奥尔北部的米尔赛城堡与她的胡格诺派姑姑维莱特夫人一起度过了童年的头几个月。接下来的六年里，她和父母在马提尼克殖民地度过：她的父亲被任命为玛丽-加朗特岛的总督，他定居在“花之岛”，并决定在那里发财。她对未来的丈夫、滑稽诗人保罗·斯卡龙（Paul Scarron）和法国国王路易十四（Louis XIV）有着强烈的记忆，路易十四于1674年决定加强马提尼克岛和圣多明戈的甘蔗种植。
一年前，他父亲的名字在1635年与皮埃尔·贝兰·德南比克（Pierre Belain d'Esnambuc）的第一次航行中被引用，他是1635年马提尼克岛圣皮埃尔的创始人。1636年，这对夫妇前往圣克里斯托弗殖民地，并从那里前往马提尼克岛。弗朗索瓦丝和她的父母住在勒普雷舍村，这是德南比克抵达的第一个村庄，靠近马提尼克岛西北端的圣皮埃尔，受到多米尼克岛土著人民的无情攻击。
正式而言，他的父亲是附近小岛玛丽-加朗特岛的总督。但这个头衔没有得到承认，他也没有办法评价它。该岛当时是处女地，原则上必须统治马提尼克岛，马提尼克岛本身覆盖着十分之九的森林，土著人和海盗在那里制定法律。弗朗索瓦丝的家人实际上生活在贫困中，而附近的英国殖民地巴巴多斯很快就致富了。这六年的逗留为她赢得了“美丽印第安人”的绰号。它结束于马提尼克岛殖民者试图引进甘蔗种植但没有成功的时期，早在16世纪40年代，甘蔗种植在巴巴多斯就非常有利可图，导致烟草种植者被驱逐。1647年7月回到法国后，弗朗索瓦丝得知父亲康斯坦去世，父亲于两年前抛弃了家人，回到法国寻求承认其总督头衔。
让娜·德·卡迪亚克和她的三个孩子悲惨地生活在拉罗谢尔港附近的一所房子里。未来的曼特农夫人“永远不会忘记她12岁时在饥饿、寒冷和母亲绝望中所经历的乞讨的屈辱”，她“迷失在巴黎律师的世界中，无法收回丈夫的部分遗产”。她再次由她在尼奥尔的姑姑维莱特夫人照顾，她是一位虔诚的新教徒。她的教母德诺伊朗夫人是一位虔诚的天主教徒，她从奥地利的安妮那里获得了一封纪念信，以找回弗朗索瓦丝，并允许她实践天主教（事实上，在她出生时，多比涅夫人让她接受了天主教的洗礼），并否认了她的加尔文主义信仰。她违背教女的意愿，将她安置在尼奥尔的乌尔苏拉修道院，然后安置在巴黎圣雅克路的乌尔苏拉会，在那里，由于一位修女塞莱斯特的温柔和感情，这位年轻女孩最终放弃了加尔文主义，这是能够陪伴德诺伊朗夫人进入巴黎沙龙的必要条件。在一次社交聚会上，她遇到了梅雷骑士（安托万·贡波），他爱上了他称之为“美丽的印第安人”的人，并主动提出适当地指导她。

### 第一次婚姻
1652年4月，16岁的弗朗索瓦丝·多比涅身无分文，但俊俏而睿智，在回到法国四年后，嫁给了比她大25岁、严重残疾的滑稽诗人保罗·斯卡龙。这位博学的派对爱好者和许多艺术家的朋友的沙龙经常光顾首都最负盛名的名字（如阿尔布雷元帅、维拉尔索侯爵、舒瓦西修道院院长），斯卡龙在冬季在萨特河左岸的一条支流于讷河的一次不幸的夜间沐浴中部分瘫痪。他接纳孤儿弗朗索瓦丝，非常贫穷（她一无所有）和虚弱，给她提供衣物，让她进入修道院，或者亲自嫁给他。斯卡龙自己在婚姻协议中写道：“未来带来嫁妆。…两只大而狡猾的眼睛，一件漂亮的紧身胸衣，一双漂亮的手和机智。”根据1652年4月4日签订的协议，他还授予她三千里弗的世袭财产。
“美丽的印第安女人”影响了保罗·斯卡龙作品的第二部分，他经常提到去印度和马提尼克岛的必要性。这位诗人非常认真地向马提尼克岛的一家贸易公司投资了3000英镑。为了取悦年轻的妻子，斯卡龙还同意从他的作品中删除过于淫秽的复制品。
斯卡龙夫人成为她丈夫开设的沙龙的主持人，当时作家们经常光顾。从那时起，她与玛莱区的美丽灵魂建立了牢固的关系网络，其中包括弗朗索瓦丝·雅典娜·德·蒙特斯庞（Françoise Athénaïs de Montespan）和博讷·德迪库尔（Bonne d'Heudicourt）、阿尔布雷元帅的侄女、拉斐特夫人、塞维涅夫人、尼农·德·朗克洛夫人等。
1660年，当她25岁时，丈夫保罗·斯卡龙去世了，他给了她一种伟大的文化，也留下了债务。从婚姻中，弗朗索瓦丝获得了取悦的艺术，并保持了关系；因此，安妮·德·奥地利应共同朋友的请求，向斯卡龙寡妇提供了2000里弗的养老金。王母去世后，由于国王的嫂子奥尔良公爵夫人亨利埃塔的伴娘蒙特斯庞夫人的干预，她的养老金得以恢复；这两名妇女在塞萨尔·阿尔布雷元帅家中相遇，阿尔布雷是蒙特斯庞夫人的表亲，也是保罗·斯卡龙的密友。
蒙特斯庞夫人想让她成为皇室私生子的管家，那是因为斯卡龙寡妇知道如何娱乐她，而且她很谨慎。弗朗索瓦丝接受了，因为她爱孩子，但最重要的是，她知道为国王服务总是有好处的。

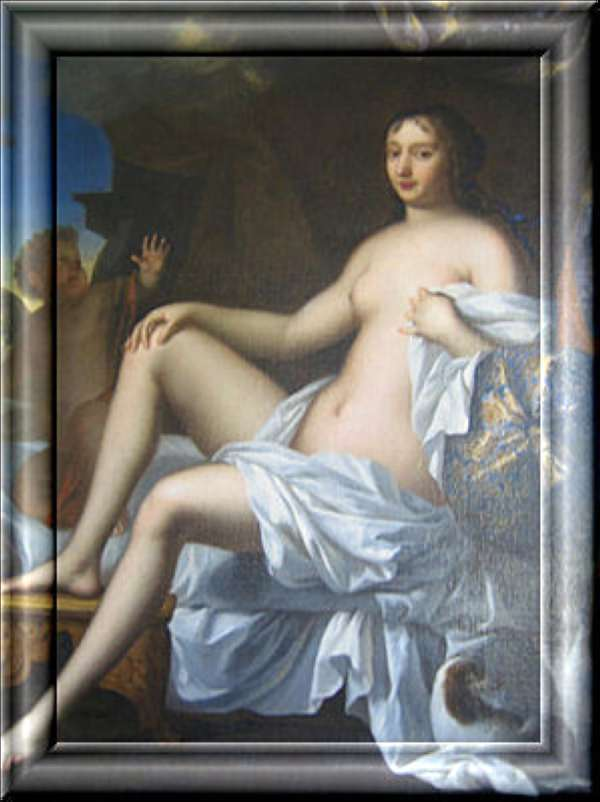
弗朗索瓦丝·多比涅肖像画，由情夫路易·德·莫尔奈绘制

丈夫去世后，弗朗索瓦丝作为维拉尔索侯爵路易·德·莫尔奈的情妇长达三年，之后为了维护自己的声誉而结束了关系。这幅由莫尔奈本人创作的画作将保留下来，描绘了她作为希腊女神，赤裸着胸脯，凝视着地平线，对她的情人漠不关心，描绘的是手持箭头的爱。这幅画保存在瓦勒德瓦兹省维拉尔索庄园上城堡的餐厅之中。
从那时起，她塑造了一个虔诚奉献的女人的形象，这一点可以从她与弗朗索瓦·戈布兰院长的通信中得到证明，他自1666年以来一直是她的听忏者。

### 照看国王的孩子
1668年，蒙特斯庞夫人邀请她到法国宫廷。1669年，在德迪库尔夫人的提议下，她接受了国王和蒙特斯庞夫人私生子的家庭女教师的职位，尽管她刚刚拒绝成为葡萄牙王后萨伏伊的玛丽-法兰索瓦丝-伊莉莎白的伴娘。因此，根据1673年塞维涅夫人描述，她定居在巴黎“圣日耳曼郊区的尽头……几乎在乡村的沃日拉尔附近”。1672年至1674年间，斯卡龙夫人非常谨慎地住在那里，并第一次见到了国王，因为国王冒险去看望他的孩子。
他对这些私生子有着深厚的感情，他注意到斯卡龙夫人对他的孩子们的母亲般的关注。在他们中最大的一个去世时，他注意到孩子的家庭女教师的悲伤和泪水，向一位亲戚吐露心声：“因为她知道如何去爱，被她爱会很愉快。”
1673年，当王室私生子（母亲姓名不详的孩子）合法化时，她再次出现在宫廷。但家庭女教师必须面对蒙特斯庞夫人日益增长的嫉妒，以至于她威胁要辞职。国王给了她10万埃居的特别酬金，让她留下来。
1674年，也就是法国西印度公司解散的那一年，曼特农夫人收购了新烟草农场，这是对圣多明戈殖民地每年生产的250万磅烟草的财政垄断权，她受到国王的委托，很快将其出售给由银行家安托万·克罗扎（Antoine Crozat）领导的金融家财团，他是路易斯安那州未来的企业家。

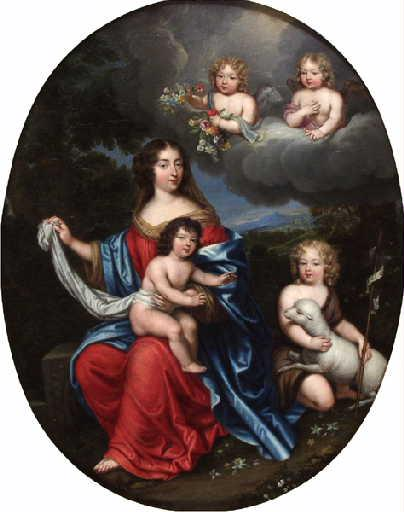
曼特农夫人和曼恩公爵、韦克桑伯爵

1674年12月27日，她用出售烟草农场的钱15万里弗从维勒鲁瓦侯爵奥代·德·里安茨（Odet de Riantz）的妻子、曼特农侯爵夏尔·弗朗索瓦·当热纳（Charles François d'Angennes）的继承人弗朗索瓦丝·当热纳（Franèoise d'Angennes）手中购买了城堡和曼特农头衔。夏尔·弗朗索瓦是玛丽-加朗特岛的总督（当年弗朗索瓦丝的父亲梦寐以求的头衔），第二年，他成为西印度群岛海盗的首领之一，然后代表国王追捕这些海盗。然后，他成为马提尼克岛最富有的种植园主，从弗朗索瓦丝居住的村庄开始，位于马提尼克圣皮埃尔北部。国王的私生子们最初在沃日拉尔街长大，后来也在曼特农城堡长大。

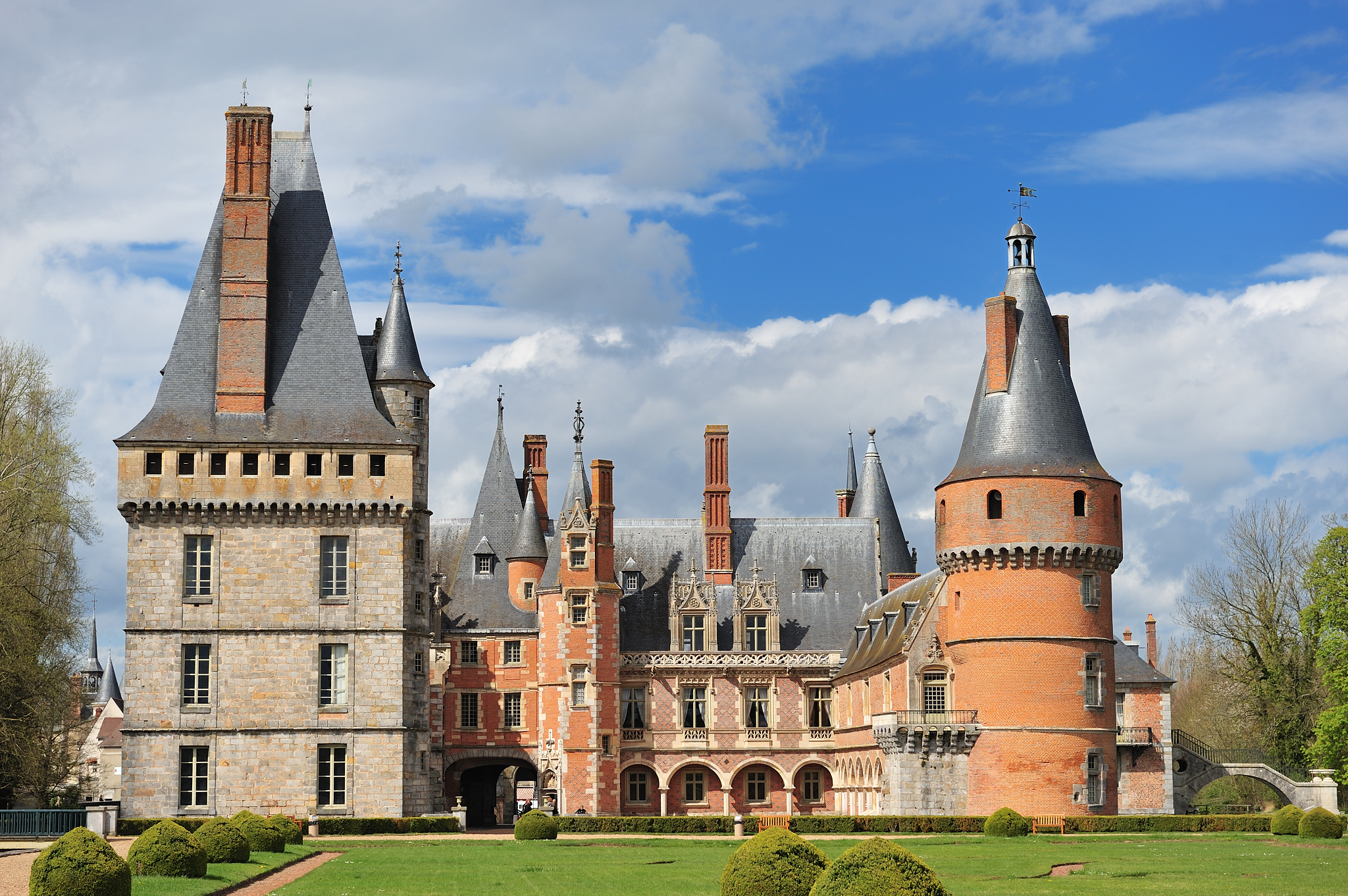
曼特农城堡

尽管他们早在1669年就认识了，但国王一开始似乎并不欣赏斯卡龙夫人。1672年2月23日，最受欢迎的三岁大女儿去世后，当她似乎表现出“比蒙特斯庞夫人更强烈”的痛苦时，他已经习惯了她，并开始对她产生不可挽回的依恋。
随后，她前往巴雷日治疗曼恩公爵，并于1675年越过图尔马莱山口。从那时起，一切都加快了，她的好感越来越大，路易十四于1680年1月8日授予她太子妃巴伐利亚的玛丽亚·安娜·维多利亚“梳妆夫人”的职位，这是专门为她创建的，她立即与国王组成了私生子的真正父母夫妇，根据编年史，曼恩公爵对此很高兴。

### 秘密婚姻

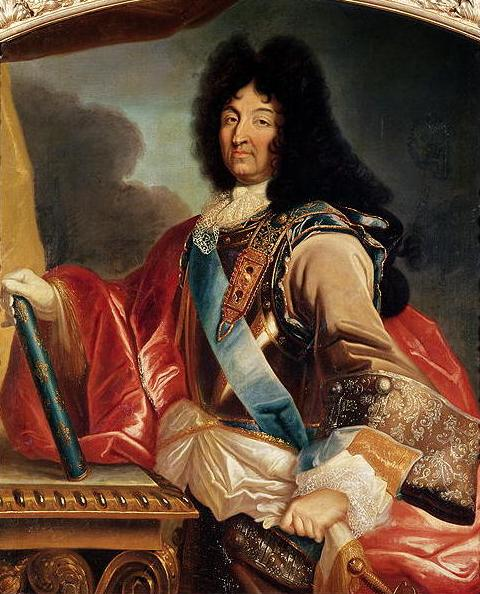
皮埃尔·米尼亚尔创作的路易十四（1695年前后）

蒙特斯庞夫人在投毒事件后逐渐失宠，国王最后的宠儿丰唐热公爵夫人在分娩期间死亡，1683年7月30日，王后玛丽-泰蕾莎（Marie Thérèse）的死亡，结束了曼特农夫人对她与路易十四关系的良心问题，并使她能够对国王拥有越来越大的优势。这个永恒的情人需要一个女人在他身边，但他的“皈依”促使他逃离肉体的罪恶。国王认为与葡萄牙的伊莎贝尔·路易莎亲王或安娜·玛丽亚·路易萨·德·美第奇公主的政治联盟没有任何用处，尽管他们被认为是王位的宠儿，但他很快就倾向于与他所爱的被朝臣称为“现在的夫人”的人结婚。
在法国天主教会的积极支持下，现年近48岁的斯卡龙夫人弗朗索瓦丝·多比涅于1683年10月9日至10日晚秘密嫁给了法国和纳瓦拉国王路易十四，这场秘密婚礼既没有冒犯宫廷，也没有冒犯教会。根据2014年在法国国家图书馆博客上发表的一篇文章：“显然没有书面证据表明曼特农夫人与路易十四国王结婚。”
在宫廷里，人们很清楚这是怎么回事：国王大部分时间都呆在妻子的公寓里，当曼特农夫人坐着高脚椅移动时，公主们必须紧跟在后面。这会让曼特农夫人说：“我的幸福是灿烂的。”这段秘密婚姻的问题激怒了法国和国外的宫廷。然而，当姑姑汉诺威的索菲向她询问此事时，曼特农夫人的死敌普法尔茨公主承认：“[……]不可能知道这是什么。在任何情况下，可以肯定的是，国王从来没有对任何情妇有过他对她（曼特农夫人）的热情；当他们在一起时，这是一件奇怪的事情。”婚姻必须保密，这样妻子就不会被称为王后，在法国，婚姻圣礼赋予妻子丈夫的地位和爵位，这与德国王朝实行的所谓贵贱通婚不同。

### 她对路易十四的影响
在路易十四统治结束时，曼特农夫人在宫廷中描绘了一个虔诚和紧缩的时代。她对国王和宫廷产生了巨大影响，特别是导致1685年南特敕令被撤销的决定，该法令导致大部分新教徒外流，或煽动1701年西班牙王位继承战争的爆发。历史学家们对曼特农夫人所扮演的实际角色提出了很多质疑，她被指控犯有所有罪行。关于枫丹白露敕令撤销南特敕令，所有历史学家今天都同意弗朗索瓦·布吕什在其关于伟大国王的参考传记中总结的证明：
曼特农侯爵夫人对改宗感到高兴，因为在她看来，改宗是说服和温柔的结果。但她拒绝强迫她以前的同宗主义者（胡格诺派）。只有一场离谱的争论，然后是一个毫无根据的传说，才能让人相信它鼓励了君主的严厉。
如果她认为增加负担等手段可以有所帮助，她更喜欢说服的方式：“至于其他转变，”她补充道，“你不能做得太多。”“这些其他转换是自愿改宗。
在为自己辩护时，她向弗龙特纳克夫人提出了以下建议：“鲁维尼（亨利·德·马叙埃）很难对付。他告诉国王，我生来就是加尔文主义者，直到我进入宫廷。这让我同意与我的感觉完全相反的事情。在另一封信中：“鲁维尼希望我仍然是一个内心深处的加尔文主义者。“这些指控可能阻止了曼特农夫人在这个问题上随意干预。如果她保护新教徒，她会证实对她的怀疑。然而，众所周知，1675年，她写信支持胡格诺派，因为他们遭受了不公正。
如果她担心她，这可以解释以下信件：“我相信所有这些改宗都是不真诚的；但上帝用一切手段把异教徒带回来。如果父亲是伪君子，他们的孩子至少会是天主教徒。他们的外部会议至少让他们接近真相。他们与信徒有共同的标志。祈祷上帝能照亮他们所有人。国王没有什么心事。尽管如此，1680年左右写给圣热朗夫人的一封信很有启发性：“他认真考虑异端的皈依，很快就会有人为此努力。”。“但是，龙骑兵皈依的可怕条件似乎甚至被国王忽视了，卢福瓦对此负有责任。”
1858年，他的家乡的一位作家引用并抄写了这封写给他的兄弟“阿默斯福特总督”（荷兰阿默斯福特）安迪涅侯爵的抗议信（既没有日期也没有“来源”）：
“我在你这里收到了不尊重你的投诉。你虐待胡格诺派，你创造机会；这不是一个有品质的人。怜悯比有罪更不幸的人。他们犯了错误，我们自己也犯过错误，暴力永远不会把我们拉出来（……）。所以不要担心他们。人们必须通过温柔和慈善来吸引。耶稣基督给了我们一个例子，这是国王的意图（…）。这取决于你通过服从来约束每个人。这取决于主教和教区牧师通过榜样进行改宗（…）。上帝和国王都没有给你灵魂的负担。使你的圣洁，只为自己严厉。”她的语气和结论具有胡格诺派后裔的不妥协态度。
事实上，撤销南特法令只是国王几年前开始的宗教正常化进程的最后阶段，当时龙骑兵和传教士负责自愿或强行改宗新教徒。
可以肯定的是，她模棱两可的地位（她在公共场合是一个简单的社交名流，在私人场合是女王，但也是合作者、继母和继祖母）给她带来了巨大的心理压力。法国王室不太喜欢她，更不用说朝臣和人民了，他们赋予她不成比例的权力，认为她是路易十四的“邪恶天才”。因此，这种力量似乎并不那么重要。当然，国王甚至很乐意征求她的意见，但这些意见很少得到应用或部分应用。我们还知道，国王并不总是对她温柔，有时会对她的出身或气质做出尖锐的反驳。我们今天也知道，曼特农侯爵夫人不一定试图对国王产生影响，她总是说自己是政治新手。
然而，可以说，侯爵夫人在王室中的权力更为重要。国王信任她，并经常委托她为他厌倦的争吵向某些公主提出抗议（这是合乎逻辑的，因为她养育了她们，因为最骄傲的是合法的公主，国王和蒙特斯庞夫人的私生女）。由于没有被爱（尽管如此，萨伏伊的“小公主”玛丽-阿德莱德（Marie Adélaïde）在她的一生中为她的晚年和路易十四的晚年增光添彩），她被王室的所有成员都吓坏了。然而，我们也知道，国王对她非常信任，因此不可否认，从17世纪末开始，她和宫廷的忠诚是由于侯爵夫人的影响。因此，与人们所说的相反，她在政治层面上没有影响力，但在整个统治结束期间，它对国王的性格和宫廷的状况产生了重大影响和权力，这绝非微不足道。
奥尔良公爵夫人患有一种偏执的精神，这种精神占据了凡尔赛宫的宫廷，她对人们比“曼特农夫人统治时期”更享受娱乐的时间感到遗憾。

### 创立圣西尔学校
曼特农夫人对法兰西王国的政治生活没有太大影响。然而，她说服路易十四在圣西尔创建圣路易王家住宅，这是一所寄宿学校，成立于1686年，负责教育年轻的贵族和贫困女孩。
毫无疑问，这是太阳王最伟大的创造之一。在离凡尔赛宫不远的地方，这所学校旨在收容在战斗中牺牲的军官的女儿，或因战争而健康或财富受损的军官的女儿。这些7至20岁的女孩接受教育，使她们能够缔结有利的婚姻。音乐、戏剧、文学等。没有忘记任何教导，使这些年轻女孩成为18世纪杰出的女性。

### 晚年岁月
1715年，国王去世前三天，曼特农夫人退休到圣西尔的圣路易王家住宅。1717年6月11日，她接待了沙皇彼得大帝的来访，他“来法国看一切有价值的东西”。她于1719年4月15日去世，比丈夫晚了四年，享年83岁。

## 葬礼和后续情况

### 葬礼
“一千七百十九年四月十七日，一个人被安葬在一个铅棺材和一个建在教堂唱诗堂中间的地下室里，这是一位非常高、非常强大的女士，曼特农侯爵夫人弗朗索瓦丝·多比涅，圣路易王家住宅的教师，享有创始人的所有荣誉和特权，她于本月周六十五日在这座房子里去世，83岁4个月18天。
曼特农夫人首先被安葬在圣路易王家住宅小教堂的中央过道上，她在那里结束了自己的生命，当她第一次来到这里时，她说：“让我高兴的是，我在这里看到了我的隐居和坟墓。”
值得注意的是，在曼特农城堡，在大肖像画廊（Grande Galerie des Portraits）的尽头，有一座曼特农夫人的纪念碑，上面有圣西尔曼特农夫人第一座陵墓的墓志铭板的复制品。
她的侄女弗朗索瓦丝·夏洛特·多比涅（1684-1739）继承了曼特农城堡及其财产。她于1698年与阿德里安·莫里斯·德·诺瓦耶结婚。

### 革命时期
1794年，王家住宅成为一家军事医院，在这座废弃的教堂进行了各种工程，将其分为两层。在这项工作中，工人们发现了一块黑色的石板，上面写着：“国王最喜爱的曼特农夫人之墓”。然而，很难知道这块板是如何取代另一块板的。尽管如此，工人们还是打破了石板，进入地下室，打破了橡木棺材，打开了铅棺材，撕掉了“圣西尔杰出创始人的尸体”。据目击者称，他们发现尸体保存完好，证明防腐人员做了一些微妙的工作。“那天，她被当作王后对待，”她的一位传记作者在《国王大道》上写道。
然后，尸体被拖到外面，并受到人群的侮辱。由于没有可靠的消息来源，只有这一个存在，一名年轻的军官在夜间设法将尸体从这些暴行中解救出来，并将“曼特农夫人的遗骸全部剥去，但仍然可以辨认”埋在花园的黑暗小巷中。

### 19世纪
1802年，名为克劳泽（Crouzet）的陆军子弟学校主管“被告知（文本没有说明如何或由谁）埋葬地点，将尸体挖掘出来，并将其放置在旧的绿色庭院”，即现在的路易十四庭院，没有棺材，只是将骨头扔到地上。陵墓的一面刻有以下铭文：
曼特农夫人，圣西尔学院的学生
她建立了圣西尔，建立了法国；
她的坟墓被毁，她的遗体受到侮辱；
年轻人呻吟着，并得到认可
为她复仇的亡魂建造另一座坟墓
科亚什，学生。
1805年，指挥陆军子弟学校的迪泰伊将军下令摧毁“撤销南特法令的狂热分子”的陵墓。然后，遗骸被放在一个“包装箱”中，并放在目前06J室所在地的经济储藏室。三十年来，这个箱子被遗忘了，除了那些偷了一些骨头作为遗物的人。
1836年，皇家军事学院院长阿希尔·巴拉盖·迪利耶上校（Colonel Baraguey d'Hilliers）收集了第一座陵墓中发现的箱子和各种物品，并将其放置在教堂唱诗堂凹槽中的黑色大理石陵墓中，可能位于圣路易多色雕像的当前位置。纪念碑上写着：“1635-1719年，曼特农夫人”。
1890年，教堂的地下室进行了工程。第一座坟墓被填满，第一批橡木和铅棺材被摧毁，但牧师收集了一些碎片。1895年，莫纳德将军下令修复第一座陵墓，并在其上放置了一块石板：“1719年至1794年，圣西尔之家的创始人曼特农夫人的尸体躺在这里。”与此同时，第一批棺材的碎片与1836年陵墓中的遗骸相连。在这次会议上，在包括欧仁·蒂特在内的各种人士在场的情况下进行了详细的盘点。学校的医生确认这些遗骸是“一位非常年长的女性”。蒂特从这一切推断，也许是仓促推断，这是曼特农夫人的遗骸。1895年6月18日，棺材的遗骸和碎片被放置在陵墓中。

### 最后归宿

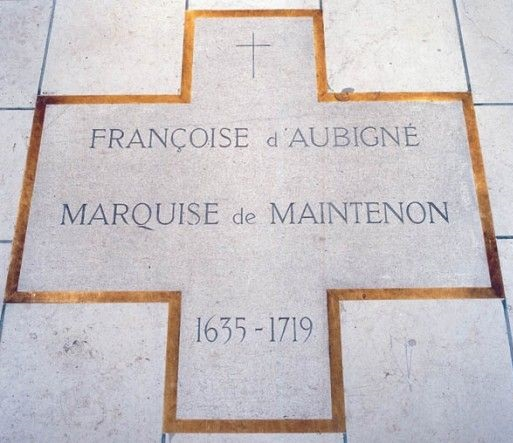
曼特农夫人的墓石

1944年，德军占领的定居点被轰炸摧毁。在重建工作期间，在圣西尔的阁楼上发现了一个标有“曼特农夫人遗骨”的板条箱。

### 后续
奥诺雷·德·巴尔扎克（Honoréde Balzac）将曼特农夫人作为人间喜剧的女性原型之一：“但这难道不是一个由忏悔者帮助的曼特农，还是一个想要统治丈夫的雄心勃勃的女人？““有一段时间，约瑟菲娜就像是曼特农夫人出现在路易十四面前那样出现在巴尔塔扎尔面前；但没有权力角逐，也没有知道如何表演喜剧的法庭诡计。”
传记元素可以在弗朗索瓦丝·尚德纳戈尔（Françoise Chandernagor，1981年7月）的《国王大道》中找到；她自己依赖于曼特农夫人丰富信件中剩下的4000封信。
《历史的秘密》节目名为《曼特农夫人不可抗拒的崛起》为她为主角。这部纪录片特别讲述了她的童年、她与诗人保罗·斯卡龙的婚姻、她对国王的政治影响以及她作为圣西尔学校创始人的角色。
自2015年以来，她的命运在《曼特农城堡的美妙圣诞节》中得以追溯，这是一个由850名志愿者组成的大型社区，每年在圣诞节期间吸引超过20000名观众。夏娃·鲁杰里在节目的几个场景中为老曼特农夫人配音。

### 艺术表现
在萨沙·吉特里（Sacha Guitry）描绘凡尔赛宫历史的电影——《如果凡尔赛宫告诉我的话……》（1954年）中曼特农夫人由玛丽·马尔奎扮演。
弗朗索瓦丝·尚德纳戈尔（Françoise Chandernagor）的小说《国王大道》（L'Allée du Roi）被改编了几次。
帕特里希娅·马聚伊（Patricia Mazuy）的电影《圣西尔》（2000年）以圣西尔的圣路易王家住宅为背景，讲述了曼特农夫人（伊莎贝·雨蓓饰）与“圣西尔夫人”的关系；
玛丽莎·贝伦森（Marisa Berenson）在2004年由夏洛特·布兰德斯特罗姆（Charlotte Brandstrom）执导、莎拉·比亚西尼（Sarah Biasini）主演的电视电影《朱莉，莫潘的骑士》（Julie，Chevalier de Maupin）中饰演曼特农夫人。
弗朗索瓦丝·多比涅（Françoise d'Aubigné）在卡迈勒·瓦利（Kamel Ouali）执导的音乐剧《太阳王》（Le Roi Soleil）中由卡蒂娅丽娜·安德里亚（Cathialine Andria）扮演。
1988年，洛兰·潘塔尔（Lorraine Pintal）在拉隆热剧院（Thétre de la Rallonge）上演了戏剧《路易十四夫人》（Madame Louis 14），随后在魁北克和加拿大各地演出，随后在利摩日的法语音乐节（Festival des Francophonies）上演出。2011年春天，该剧再次上演，洛兰·潘塔尔再次担任主角，并在绿窗帘剧院上演。
在《凡尔赛宫》系列剧中，凯瑟琳·沃克（Catherine Walker）饰演曼特农夫人，该系列以路易十四的生活为特色。